# Bohuslav z Michalovic
Bohuslav z Michalovic (1565 – 21. června 1621, Praha) byl bratrsko-kalvínský politik a právník, rytíř z rodu vladyků z Michalovic, člen direktoria českých stavů v době stavovského povstání (1618–1620).

## Život
Bohuslav z Michalovic pocházel ze žatecké rodiny erbovních měšťanů, kteří ve městě patřili k nejbohatším. Jeho stejnojmenný děd, Bohuslav st. z Michalovic, zastával v Žatci v letech 1547–1568 funkci královského rychtáře. Bratr Bohuslava st. Petr, který se v Žatci rovněž stal královským rychtářem, dosáhl roku 1571 povýšení rodiny do rytířského stavu.
Před stavovským povstáním působil Bohuslav z Michalovic v letech 1590–1611 jako místopísař české dvorské kanceláře, což byla třetí nejvyšší hodnost v tomto úřadě. V letech 1611–1617 zastával funkci místokancléře. Za Fridricha Falckého byl purkrabí Hradeckého kraje. V jeho domě byla poprvé čtena Apologie a setkávali se zde vzbouřenci, kteří připravovali svržení Ferdinanda II.
V únoru 1621 jej dle císařského listu zatkli a uvěznili v Bílé věži Pražského hradu. Mimořádný tribunál jej odsoudil k popravě na Staroměstském náměstí spolu s dalšími českými pány. Původní verdikt zněl rozčtvrcení za živa, dostal částečné omilostnění, takže byl „pouze“ sťat. Na popraviště vešel jako sedmý z rytířského stavu a jako desátý v celkovém pořadí. Kat jeho ruku položenou na hlavě pověsil na Staroměstské mostecké věži.
Jeho lebka měla být pohřbena v kostele v Michalovicích u Kosmonos, ve třicátých letech 19. století objevili cínovou skříňku s lebkou uloženou v hrobce, ovšem rodina Bohuslava z Michalovic ves Michalovice nevlastnila a nemohla zde tudíž mít hrobku.

## Majetek
Jádrem Bohuslavova majetku byla panství Ervěnice a Nové Sedlo, ale od roku 1612 mu patřila také část Komořan. Během stavovského povstání koupil Strupčice a církevní statek Škrle, který české stavy zabavily oseckému klášteru. Samotný osecký klášter koupila Bohuslavova manželka. Ke škrlskému statku patřily mimo jiné vesnice Bylany, Vysočany nebo Hošnice.